# Crunchyroll Anime Awards 2025
Die neunten Crunchyroll Anime Awards, gekürzt The Anime Awards, wurden am 25. Mai 2025 im Rahmen einer Preisverleihungszeremonie im Grand Prince Hotel Takanawa in Japans Hauptstadt Tokio verliehen.
Als Moderatoren wurden Sally Amaki und Jon Kabira vorgestellt, die bereits gemeinsam durch die letzten beiden Veranstaltungen führten. Die Kategorien für die neunte Ausgabe wurden am 6. Dezember 2024 bekanntgegeben. Die Bekanntgabe der Nominierten erfolgt am 3. April 2025.

## Hintergrund
Die Crunchyroll Anime Awards werden seit 2017 vergeben, wobei die Gewinner in den ersten Jahren durch eine reine Zuschauerabstimmung bestimmt und lediglich online bekannt gegeben wurden. Im Laufe der Jahre hat sich der Vergabeprozess des Preise geändert: So fließen inzwischen auch die Meinungen einer zuvor ausgewählten Fachjury in die Bestimmung der Gewinner in jeder Kategorie ein.
Die Kategorien, in denen ein Preis vergeben wird, wechselten bereits mehrfach. Diese werden von der Fachjury evaluiert. Vergangene Kategorien, die keine Neuvergabe erhalten, erhielten zum Beispiel zum Beispiel wenig Zuspruch bei den Abstimmungen oder waren nicht konkret genug formuliert.

## Auswahl der Nominierungen
Um für eine Nominierung berechtigt zu sein, muss ein Titel mehrere Kriterien erfüllen. Diese lauten: Es muss sich um eine Animationsserie handeln,
- deren Produktion überwiegend in Japan erfolgte,
- die im japanischen Fernsehen, im Videostream oder im Simulcast gezeigt wurde,
- und mindestens eine Episode auf legaler Ebene in den Vereinigten Staaten gesendet wurde.

Bei der Erstverleihung waren nur Anime-Produktionen für eine Nominierung zugelassen, die auf Crunchyroll gezeigt wurden. Mit der zweiten Ausgabe wurde dieser Aspekt verworfen, sodass auch Serien, die nicht bei Crunchyroll liefen, nominiert werden können.

## Verlauf
Im Zuge ihres Industrie-Panels auf der CCXP in São Paulo, Brasilien kündigte Crunchyroll die neunte Ausgabe der Preisverleihung für den 25. Mai 2025 an. Zudem wurde bekanntgegeben, dass für die Verleihung der Preise der Zeitraum für eine Nominierungsberechtigung verlängert wurde, sodass Anime-Produktionen, die zwischen Oktober 2023 und Dezember 2024 ausgestrahlt wurden, für eine Nominierung infrage kommen.
Durch die Veranstaltung am 25. Mai 2025 führen Sally Amaki und Jon Kabira als Moderatoren. Beide hatten das Amt bereits bei den Austragungen 2023 und 2024 inne. Als ersten prominenten Gast wurde die brasilianische Drag Queen und Sänger Pabllo Vittar vorgestellt.

## Kategorien
Erstmals werden Preise für die beste synchronsprecherliche Leistung in Hindi, die beste Isekai-Serie und für das beste Background-Art verliehen. Insgesamt umfasst die Preisverleihung 32 Kategorien. Die Kategorien wurden am 6. Dezember 2024 auf der Homepage von Crunchyroll veröffentlicht.

## Nominierungen und Preisträger
Die Nominierungen, die durch ein eigenständiges Jury-Panel bestimmt wurden, wurden am 3. April 2025 veröffentlicht. Die globale Abstimmung startete am Tag der Nominierungsbekanntgabe und endete am 14. April 2025. Die Gewinner wurden am 25. Mai 2025 im Rahmen einer Awardzeremonie bekanntgegeben.

### Allgemeine Kategorien

#### Anime des Jahres
| Preisträger   | Nominierte                                                                             |
| ------------- | -------------------------------------------------------------------------------------- |
| Solo Leveling | Dandadan Delicious in Dungeon Frieren Kaiju No. 8 Solo Leveling The Apothecary Diaries |

#### Film des Jahres
| Preisträger | Nominierte |
| ----------- | --- |
| Look Back   | Haikyu!! The Dumpster Battle Look Back Mononoke the Movie: The Phantom in the Rain My Hero Academia: You’re Next Spy × Family: Code White The Colors Within |

#### Beste fortlaufende Serie
| Preisträger                                         | Nominierte |
| --------------------------------------------------- | --- |
| Demon Slayer: Kimetsu no Yaiba Hashira Training Arc | Bleach: Thousand-Year Blood War Part 3 – The Conflict Demon Slayer: Kimetsu no Yaiba Hashira Training Arc My Hero Academia Staffel 7 One Piece Oshi no Ko Staffel 2 Spy × Family |

#### Beste neue Serie
| Preisträger   | Nominierte                                                                             |
| ------------- | -------------------------------------------------------------------------------------- |
| Solo Leveling | Dandadan Delicious in Dungeon Frieren Kaiju No. 8 Solo Leveling The Apothecary Diaries |

#### Bester Original-Anime
| Preisträger | Nominierte |
| ----------- | --- |
| Ninja Kamui | Bucchigiri?! Girls Band Cry Jellyfish Can’t Swim in the Night Metallic Rouge Ninja Kamui Train to the End of the World |

#### Beste Animation
| Preisträger                                         | Nominierte |
| --------------------------------------------------- | --- |
| Demon Slayer: Kimetsu no Yaiba Hashira Training Arc | Dandadan Delicious in Dungeon Demon Slayer: Kimetsu no Yaiba Hashira Training Arc Frieren Kaiju No. 8 Solo Leveling |

### Produktionsbezogene Kategorien

#### Bestes Charakterdesign
| Preisträger | Nominierte |
| ----------- | --- |
| Dandadan    | Dandadan Delicious in Dungeon Demon Slayer: Kimetsu no Yaiba Hashira Training Arc Frieren Kaiju No. 8 The Apothecary Diaries |

#### Beste Regie
| Preisträger               | Nominierte |
| ------------------------- | --- |
| Keiichirō Saitō – Frieren | Fūga Yamashiro – Dandadan Haruo Sotozaki – Demon Slayer: Kimetsu no Yaiba Hashira Training Arc Keiichirō Saitō – Frieren Megumi Ishitani – One Piece Fan Letter Norihiro Naganuma – The Apothecary Diaries Yoshihiro Miyajima – Delicious in Dungeon |

#### Beste Background Art
| Preisträger | Nominierte |
| ----------- | --- |
| Frieren     | Dandadan Delicious in Dungeon Demon Slayer: Kimetsu no Yaiba Hashira Training Arc Frieren Pluto The Apothecary Diaries |

#### Bester Soundtrack
| Preisträger                     | Nominierte |
| ------------------------------- | --- |
| Hiroyuki Sawano – Solo Leveling | Shiro Sagisu – Bleach: Thousand-Year Blood War Part 3 – The Conflict Kensuke Ushio – Dandadan Yuki Kajiura, Gō Shiina – Demon Slayer: Kimetsu no Yaiba Hashira Training Arc Evan Call – Frieren Haruka Nakamura – Look Back Hiroyuki Sawano – Solo Leveling |

#### Bester musikalischer Vorspann
| Preisträger                     | Nominierte |
| ------------------------------- | --- |
| Dandadan: Creepy Nuts – Otonoke | Kaiju No. 8: Yungblud – Abyss Mashle: Magic and Muscles The Divine Visionary Candidate Exam Arc: Creepy Nuts – Bling-Bang-Bang-Born Oshi no Ko Staffel 2: GEMN – Fatale Solo Leveling: SawanoHiroyuki[nZk] × Tomorrow X Together – LEveL Dandadan: Creepy Nuts – Otonoke One Piece: Hiroshi Kitadani – UUUUUS! |

#### Bester musikalischer Abspann
| Preisträger                    | Nominierte |
| ------------------------------ | --- |
| Solo Leveling: krage – Request | Ranma 1⁄2: Riria. – Antanante Oshi no Ko Staffel 2: Hitsujibungaku – Burning The Elusive Samurai: BotchiBoromaru – Kamakura Style Kaiju No. 8: One Republic – Nobody Solo Leveling: krage – Request Dandadan: ZUTOMAYO – Taidada |

#### Bester Anime-Song
| Preisträger                     | Nominierte |
| ------------------------------- | --- |
| Dandadan: Creepy Nuts – Otonoke | Kaiju No. 8: Yungblud – Abyss Mashle: Magic and Muscles The Divine Visionary Candidate Exam Arc: Creepy Nuts – Bling-Bang-Bang-Born Oshi no Ko Staffel 2: GEMN – Fatale. Solo Leveling: SawanoHiroyuki[nZk] × Tomorrow X Together – LEveL Dandadan: Creepy Nuts – Otonoke Frieren: Yoasobi – Yūsha |

### Genrebezogene Kategorien

#### Beste Romanze
| Preisträger | Nominierte |
| ----------- | --- |
| Blue Box    | A Sign of Affection Blue Box Makeine: Too Many Losing Heroines! Ranma 1⁄2 Scott Pilgrim Takes Off The Dangers in My Heart Staffel 2 |

#### Beste Komödie
| Preisträger                                                       | Nominierte |
| ----------------------------------------------------------------- | --- |
| Mashle: Magic and Muscles The Divine Visionary Candidate Exam Arc | Delicious in Dungeon KonoSuba – God’s blessing on this wonderful world!! Staffel 3 Mashle: Magic and Muscles The Divine Visionary Candidate Exam Arc My Deer Friend Nokotan Ranma 1⁄2 Spy × Family Staffel 2 |

#### Beste Action
| Preisträger   | Nominierte |
| ------------- | --- |
| Solo Leveling | Bleach: Thound-Year Blood War Part 3 – The Conflict Dandadan Demon Slayer: Kimetsu no Yaiba Hashira Training Arc Kaiju No. 8 Solo Leveling Wind Breaker |

#### Bester Isekai-Anime
| Preisträger                                        | Nominierte |
| -------------------------------------------------- | --- |
| Re:Zero – Starting Life in Another World Staffel 3 | KonoSuba – God’s blessing on this wonderful world!! Staffel 3 Mushoku Tensei Staffel 2, Cour 2 Re:Zero – Starting Life in Another World Staffel 3 Shangri-La Frontier Staffel 2 Suicide Squad Isekai That Time I Got Reincarnated as a Slime Staffel 3 |

#### Bestes Drama
| Preisträger | Nominierte |
| ----------- | --- |
| Frieren     | A Sign of Affection Dead Dead Demons Dededede Destruction Frieren Oshi no Ko Staffel 2 Pluto The Apothecary Diaries |

#### Best Slice of Life
| Preisträger                        | Nominierte |
| ---------------------------------- | --- |
| Makeine: Too Many Losing Heroines! | Laid-Back Camp Staffel 3 Makeine: Too Many Losing Heroines! Mr. Villain’s Day Off My Deer Friend Nokotan Sound! Euphonium Staffel 3 The Dangers in My Heart Staffel 2 |

### Charakterbezogene Kategorien

#### Bester Hauptcharakter
| Preisträger                 | Nominierte |
| --------------------------- | --- |
| Sung Jinwoo – Solo Leveling | Frieren – Frieren Kafka Hibino – Kaiju No. 8 Okarun – Dandadan Maomao – The Apothecary Diaries Momo – Dandadan Sung Jinwoo – Solo Leveling |

#### Bester Nebencharakter
| Preisträger    | Nominierte |
| -------------- | --- |
| Fern – Frieren | Fern – Frieren Himmel – Frieren Jinshi – The Apothecary Diaries Seiko – Dandadan Senshi – Delicious in Dungeon Turbo Granny – Dandadan |

#### „Muss unbedingt beschützt werden“
| Preisträger                | Nominierte |
| -------------------------- | --- |
| Anya Forger - Spy × Family | Anya Forger – Spy × Family Frieren – Frieren Okarun – Dandadan Senshi – Delicious in Dungeon Tokiyuki Hojo – The Elusive Samurai Yuki Itose – A Sign of Affection |

### Synchronsprecherliche Leistung

#### Bester Synchronsprecher (Japanisch)
| Preisträger                                   | Nominierte |
| --------------------------------------------- | --- |
| Aoi Yūki als Maomao in The Apothecary Diaries | Aoi Yūki als Maomao – The Apothecary Diaries Atsumi Tanezaki als Frieren – Frieren Kenichi Suzumura als Bravern – Brave Bang Bravern! Shion Wakayama als Momo – Dandadan Sayaka Sembongi als Marcille – Delicious in Dungeon Natsuki Hanae als Okarun – Dandadan |

#### Bester Synchronsprecher (Deutsch)
| Preisträger                                      | Nominierte |
| ------------------------------------------------ | --- |
| Daniel Schlauch als Monkey D. Luffy in One Piece | Daniel Schlauch als Monkey D. Luffy – One Piece Felix Kamin als Kafka Hibino – Kaiju No. 8 Florian Knorn als Ranma Saotome – Ranma 1⁄2 Franciska Friede als Momo – Dandadan Jörg Hengstler als Kogoro Mori – Detektiv Conan – Das schwarze U-Boot Magdalena Höfner als Marcille – Delicious in Dungeon |

#### Bester Synchronsprecher (Englisch)
| Preisträger                               | Nominierte |
| ----------------------------------------- | --- |
| Aleks Le als Sung Jinwoo in Solo Leveling | A.J. Beckles als Okarun – Dandadan Aleks Le als Sung Jinwoo – Solo Leveling Jessie James Grelle als Armin Arlelt – Attack on Titan The Final Season The Final Chapters Special 2 Mallorie Rodak als Frieren – Frieren Sarah Natochenny als Alya Kujō – Alya Sometimes Hides Her Feelings in Russian SungWon Cho als Senshi – Delicious in Dungeon |

#### Bester Synchronsprecher (Französisch)
| Preisträger                                    | Nominierte |
| ---------------------------------------------- | --- |
| Adrien Antoine als Kafka Hibino in Kaiju No. 8 | Adrien Antoine als Kafka Hibino – Kaiju No. 8 Audrey Sablé als Naomi Orthmann – Metallic Rouge Jaynelia Coadou als Momo – Dandadan Julien Allouf als Jinshi – The Apothecary Diaries Marie Nonnenmacher als Frieren – Frieren Martin Faliu als Ranma Saotome – Ranma 1⁄2 |

#### Bester Synchronsprecher (Italienisch)
| Preisträger                               | Nominierte |
| ----------------------------------------- | --- |
| Ilaria Pellicone als Kyomoto in Look Back | Alessandro Pili als Kenma Kozume – Haikyu!! The Dumpster Battle Andrea Oldani als Jinshi – The Apothecary Diaries Ilaria Pellicone als Kyomoto – Look Back Katia Sorrentino als Neia Baraja – Overlord: The Sacred Kingdom Martina Felli als Frieren – Frieren Mattia Bressan als Kafka Hibino – Kaiju No. 8 |

#### Bester Synchronsprecher (Portugiesisch)
| Preisträger                                       | Nominierte |
| ------------------------------------------------- | --- |
| Charles Emmanuel als Sung Jinwoo in Solo Leveling | Bruna Laynes als Marcille – Delicious in Dungeon Celso Henrique als Sunraku – Shangri-La Frontier Staffel 1 Charles Emmanuel als Sung Jinwoo – Solo Leveling Gigi Patta als Maomao – The Apothecary Diaries Heitor Assali als Reno Ichikawa – Kaiju No. 8 Pedro Azevedo als Dot Barrett – Mashle: Magic and Muscles The Divine Visionary Candidate Exam Arc |

#### Bester Synchronsprecher (Spanisch, Kastilisch)
| Preisträger                                     | Nominierte |
| ----------------------------------------------- | --- |
| Masumi Mutsuda als Sung Jinwoo in Solo Leveling | Ainhoa Maiquez als Miyo Saimori – My Happy Marriage Clara Schwarze als Akane Tendo – Ranma 1⁄2 Jorge Peña als Senshi – Delicious in Dungeon Mario Ballart als Kafka Hibino – Kaiju No. 8 Masumi Mutsuda als Sung Jinwoo – Solo Leveling Sandra Villa als Frieren – Frieren |

#### Bester Synchronsprecher (Spanisch, Lateinamerika)
| Preisträger                                                                                        | Nominierte |
| -------------------------------------------------------------------------------------------------- | --- |
| Miguel Ángel Leal als Eren Jaeger in Attack on Titan The Final Season The Final Chapters Special 2 | Alicia Vélez als Momo – Dandadan Desireé González als Maomao – The Apothecary Diaries Erika Ugalde als Frieren – Frieren Luis Leonardo Suárez als Muzan Kibutsuji – Demon Slayer: Kimetsu no Yaiba Hashira Training Arc Miguel Ángel Leal als Eren Jaeger – Attack on Titan The Final Season The Final Chapters Special 2 Omar Sánchez als Kafka Hibino – Kaiju No. 8 |

#### Bester Synchronsprecher (Arabisch)
| Preisträger                                  | Nominierte |
| -------------------------------------------- | --- |
| Hibar Snobar als Anya Forger in Spy × Family | Basil Al-Rifai als Loid Forger – Spy × Family Staffel 2 Hibar Snobar als Anya Forger – Spy × Family Staffel 2 Julien Chaaya als Isagi – Blue Lock Staffel 2 Lama AlSayyagh als Marcille – Delicious in Dungeon Mohammed Sami als Rin – Blue Lock Staffel 2 Nawar AlMahairi als Laios – Delicious in Dungeon |

#### Bester Synchronsprecher (Hindi)
| Preisträger                                              | Nominierte |
| -------------------------------------------------------- | --- |
| Lohit Sharma als Satoru Gojo in Jujutsu Kaisen Staffel 2 | Abhishek Sharma als Einar – Vinland Saga Staffel 2 Lohit Sharma als Satoru Gojo – Jujutsu Kaisen Staffel 2 Natasha John als Frieren – Frieren Rajesh Shukla als Sung Jinwoo – Solo Leveling Ranjit R Tiwari als Yoichi Isagi – Blue Lock Staffel 2 Rushikesh Phunse als Kafka Hibino – Kaiju No. 8 |